# Точно в срок
То́чно в сро́к, ТВС, так же то́чно во́время (от англ. just-in-time, JIT) — наиболее распространенная в мире логистическая концепция. Основная идея концепции заключается в следующем: если производственное расписание задано, то можно так организовать движение материальных потоков, что все материалы, компоненты и полуфабрикаты будут поступать в необходимом количестве, в нужное место и точно к назначенному сроку для производства, сборки или реализации готовой продукции. При этом страховые запасы, замораживающие денежные средства фирмы, не нужны. Является также одним из основных принципов бережливого производства.

## История
Впервые эта концепция была описана в 1930 году в Госплане СССР. Пятилетний план народно-хозяйственного строительства СССР (Первый пятилетний план). > Том 2. Часть 2. Социальные проблемы распределения. Труд и культура. > Торговля. > II. Издержки обращения.

## Предпосылки внедрения системы «Точно в срок»
- Экономия. Основными источниками экономии являются:

а) Сокращение технических норм запасов и следовательно ускорение технического процесса товарного обращения.
б) Рациональное использование транспортом подвижного состава.
в) Концентрация складского хозяйства и целесообразное использование складского имущества и удешевление складских операций.
г) Укрупнение розничной сети и связанное с этим сокращение путей товаропродвижения, дающее эффект прежде всего в области так называемых «накладных расходов».
д) Упрощение расчётных звеньев и вытекающее отсюда сокращение административно-торговых расходов оптовых звеньев.
е) Рационализация торговой техники.
- Заявкам потребителей должны соответствовать не запасы продукции, а производственные мощности.
- В условиях минимальных запасов необходима непрерывная рационализация организации и управления производством, чтобы своевременно устранять ошибки и недостатки.
- Для оценки эффективности производственного процесса, помимо уровня затрат и производительности фондов, учитывается срок реализации заявок (длительность полного производственного цикла).
- Изменение способа мышления всего персонала фирмы. Стереотип мышления «чем больше, тем лучше» заменяется принципом: «чем меньше, тем лучше».

## Компоненты системы ТВС
- Выравнивание производства.
- Вытягивающее производство.
- Система «Канбан» (ярлыки или вывески).
- Порядок на рабочем месте.
- Производство малыми партиями.
- Снижение времени переналадки.
- Сквозное планово-предупредительное обслуживание.
- Сквозной контроль качества.
- Закупка по системе «Точно в срок».
- Сбалансированные производственные линии.
- Гибкое производство.
- Деятельность малыми группами.
- Обучение персонала при системе «Точно в срок» проводят короткими сессиями (несколько часов в неделю), чтобы избежать информационной перегрузки.
- Производству «Точно в срок» предшествует поток информации «Точно в срок».

## Эффективность
Усреднённые данные, полученные при обследовании более 100 объектов, оказались такими:
- сократились запасы незавершённого производства на 80 %;
- запасы готовой продукции снизились на 33 %;
- объёмы непроизводственных запасов вместо 5-15 дней сократились до 4 часов — 2 дней;
- продолжительность производственного цикла уменьшилась на 40 %;
- производственные издержки снизились на 10-20 %;
- значительно повысилась гибкость производства;
- время реализации продукции сократилось в 2 раза;
- затраты на внедрение ТВС быстро окупились (через несколько месяцев).